# Келвін Мерфі
Келвін Джером Мерфі (англ. Calvin Jerome Murphy, нар. 9 травня 1948, Норволк, Коннектикут, США) — американський професіональний баскетболіст, що грав на позиціях атакувального захисника і розігруючого захисника за команду НБА «Сан-Дієго / Х'юстон Рокетс».
Введений до Баскетбольної Зали слави (як гравець). Є найнижчим гравцем в історії НБА, який потрапив до Зали слави.

## Ігрова кар'єра
На університетському рівні грав за команду «Ніагара» (1967—1970). Двічі включався до першої збірної NCAA.
1970 року був обраний у другому раунді драфту НБА під загальним 18-м номером командою «Сан-Дієго Рокетс». Професіональну кар'єру розпочав 1970 року виступами за «Рокетс», які переїхали до Х'юстона. Захищав кольори цієї команди протягом усієї історії виступів у НБА, яка налічувала 13 сезонів. Мерфі відзначався своєї швидкістю та захисним вмінням. Мерфі також є одним з найкращих виконавців штрафних кидків у історії НБА, поставивши рекорд ліги за кількістю влучних штрафних кидків поспіль та за найвищим відсотком влучань таких кидків у сезоні 1980—1981. Щоправда згодом ці рекорди були побиті. 1981 року зіграв з командою у фіналі НБА, проте програв «Бостону».

## Статистика виступів в НБА

### Регулярний сезон
| Сезон              | Команда            | GP    | GS | MPG  | FG%  | 3P%  | FT%  | RPG | APG | SPG | BPG | PPG  |
| ------------------ | ------------------ | ----- | -- | ---- | ---- | ---- | ---- | --- | --- | --- | --- | ---- |
| 1970–71            | «Сан-Дієго Рокетс» | 82    | –  | 24.6 | .458 | –    | .820 | 3.0 | 4.0 | –   | –   | 15.8 |
| 1971–72            | «Х'юстон Рокетс»   | 82    | –  | 31.0 | .455 | –    | .890 | 3.1 | 4.8 | –   | –   | 18.2 |
| 1972–73            | «Х'юстон Рокетс»   | 77    | –  | 22.0 | .465 | –    | .888 | 1.9 | 3.4 | –   | –   | 13.0 |
| 1973–74            | «Х'юстон Рокетс»   | 81    | –  | 36.1 | .522 | –    | .868 | 2.3 | 7.4 | 1.9 | .0  | 20.4 |
| 1974–75            | «Х'юстон Рокетс»   | 78    | –  | 32.2 | .484 | –    | .883 | 2.2 | 4.9 | 1.6 | .1  | 18.7 |
| 1975–76            | «Х'юстон Рокетс»   | 82    | –  | 36.5 | .493 | –    | .907 | 2.5 | 7.3 | 1.8 | .1  | 21.0 |
| 1976–77            | «Х'юстон Рокетс»   | 82    | –  | 33.7 | .490 | –    | .886 | 2.1 | 4.7 | 1.8 | .1  | 17.9 |
| 1977–78            | «Х'юстон Рокетс»   | 76    | –  | 38.2 | .491 | –    | .918 | 2.2 | 3.4 | 1.5 | .0  | 25.6 |
| 1978–79            | «Х'юстон Рокетс»   | 82    | –  | 35.9 | .496 | –    | .928 | 2.1 | 4.3 | 1.4 | .1  | 20.2 |
| 1979–80            | «Х'юстон Рокетс»   | 76    | –  | 35.2 | .493 | .040 | .897 | 2.0 | 3.9 | 1.9 | .1  | 20.0 |
| 1980–81            | «Х'юстон Рокетс»   | 76    | –  | 26.5 | .492 | .235 | .958 | 1.1 | 2.9 | 1.5 | .1  | 16.7 |
| 1981–82            | «Х'юстон Рокетс»   | 64    | 0  | 18.8 | .427 | .063 | .909 | 1.0 | 2.5 | .7  | .0  | 10.2 |
| 1982–83            | «Х'юстон Рокетс»   | 64    | 0  | 22.2 | .447 | .286 | .920 | 1.2 | 2.5 | .9  | .1  | 12.8 |
| Усього за кар'єру  | Усього за кар'єру  | 1,002 | –  | 30.5 | .482 | .139 | .892 | 2.1 | 4.4 | 1.5 | .1  | 17.9 |
| В іграх усіх зірок | В іграх усіх зірок | 1     | 0  | 15.0 | .600 | –    | –    | 1.0 | 5.0 | 2.0 | .0  | 6.0  |

### Плей-оф
| Сезон             | Команда           | GP | GS | MPG  | FG%  | 3P%  | FT%   | RPG | APG | SPG | BPG | PPG  |
| ----------------- | ----------------- | -- | -- | ---- | ---- | ---- | ----- | --- | --- | --- | --- | ---- |
| 1975              | «Х'юстон Рокетс»  | 8  | –  | 38.1 | .462 | –    | .895  | 2.4 | 5.6 | 1.8 | .1  | 24.4 |
| 1977              | «Х'юстон Рокетс»  | 12 | –  | 35.0 | .479 | –    | .933  | 1.6 | 6.3 | 1.6 | .2  | 19.3 |
| 1979              | «Х'юстон Рокетс»  | 2  | –  | 36.5 | .290 | –    | .889  | 1.5 | 3.0 | 4.0 | .5  | 13.0 |
| 1980              | «Х'юстон Рокетс»  | 7  | –  | 37.9 | .537 | .500 | 1.000 | 1.4 | 3.7 | 1.6 | .0  | 18.7 |
| 1981              | «Х'юстон Рокетс»  | 19 | –  | 28.4 | .495 | .286 | .967  | 1.3 | 3.0 | 1.4 | .0  | 18.1 |
| 1982              | «Х'юстон Рокетс»  | 3  | –  | 19.0 | .227 | .000 | .875  | 1.0 | 1.3 | .3  | .0  | 5.7  |
| Усього за кар'єру | Усього за кар'єру | 51 | –  | 32.5 | .475 | .286 | .932  | 1.5 | 4.2 | 1.5 | .1  | 18.5 |

## Кар'єра після НБА
Після завершення ігрової кар'єри працював у структурі «Рокетс» на різних посадах. Проте найдовше і найуспішніше — на посаді коментатора матчів «Х'юстона».

## Особисте життя
Мерфі є батьком чотирнадцяти дітей від дев'яти різних жінок. 2004 року його обвинувачували у сексуальному домаганні до п'яти дочок, проте він був виправданий, а вина не доведена.